# Кузнецов, Никита Александрович
Ники́та Алекса́ндрович Кузнецо́в (р. 1 сентября 1982, пос. Глубокое, Восточно-Казахстанская область, КазССР, СССР) — российский биолог, специалист в области биокинетики. Старший научный сотрудник Института химической биологии и фундаментальной медицины СО РАН. Лауреат Премии Президента РФ в области науки и инноваций для молодых учёных (2014). Избран членом-корреспондентом РАН 29 мая 2025 года..

## Биография
Родился 1 сентября 1982 года в пос. Глубокое (КазССР). В 2007 году защитил кандидатскую диссертацию на тему «Конформационные превращения фермент-субстратных комплексов в процессах, катализируемых 8-оксогуанин-ДНК-гликозилазами из E. coli и человека», а в 2018 году — диссертацию на соискание учёной степени доктора химических наук на тему «Молекулярно-кинетические механизмы узнавания и удаления повреждений ДНК в процессе эксцизионной репарации оснований».
Заведующий лабораторией генетических технологий Института химической биологии и фундаментальной медицины СО РАН.

## Научная деятельность
Один из ведущих специалистов в России в области биокинетики, представитель российской школы исследований химических и ферментативных реакций. Основным научным достижением лауреата является открытие постадийного механизма репарации ДНК. Системы репарации — ключевой инструмент для поддержания целостности генома на всём протяжении жизни организма, нарушение таких систем связано с развитием разнообразных заболеваний, в том числе и онкологических.
Одним из современных направлений борьбы с развитием онкологических заболеваний является подавление систем репарации в раковых клетках, что необходимо для повышения эффективности работы противоопухолевых препаратов и развития устойчивости к ним. Лауреатом разработан и запатентован ряд подходов к созданию диагностикумов по определению активности важнейших ферментов репарации ДНК. На основе структурных исследований и понимания механизмов работы ДНК-гликозилаз — важнейших ферментов системы репарации, Н.Кузнецовым не только выполнены теоретические работы по поиску ингибиторов данных ферментов, но и осуществлён синтез кандидатов, среди которых было найдено и запатентовано принципиально новое соединение, являющееся единственным в мире ингибитором 8-оксогуанин-ДНК-гликозилазы (ключевой фермент в системе репарации ДНК человека).
Кроме того, Н.Кузнецовым исследованы с использованием современных методов кинетики в реальном времени и другие важные ферментные системы, такие как протеазы возбудителей особо опасных инфекций (сибирская язва), витамин-В6-зависимые ферменты обмена аминокислот, каталитические антитела, в частности, участвующие в метаболизме фосфорорганических ядов.
Результаты его работ по данной теме опубликованы в 17 статьях в ведущих зарубежных и отечественных журналах (Proc. Natl. Acad. Sci. USA, Nucl. Acid res., J.Biol.Chem., Biochem Biophys Acta).
Премия Президента РФ в области науки и инноваций для молодых учёных (2014). Автор и соавтор 98 научных работ и 3 патентов. В 2019 году подавал свою кандидатуру в члены-корреспонденты РАН, но избран не был.